# Arbejderbevægelsens Internationale Forum
Arbejderbevægelsens Internationale Forum, forkortet AIF, tidligere Arbejderbevægelsens Internationale Center, forkortet AIC, var indtil 2006, hvor det nedlagde sig selv, en organisation i den danske arbejderbevægelse, som tog sig af internationalt solidaritetsarbejde, bl.a. via Burmakomiteen og Zimbabwekomiteen.
Efter nedlæggelsen af AIF er opgaverne flyttet over i LO's Solidaritetsenhed.